# Bust Down
Bust Down è un singolo del rapper statunitense Trippie Redd, pubblicato il 15 settembre 2017.

## Tracce
1. Bust Down – 4:10